# Église unitarienne de Cluj

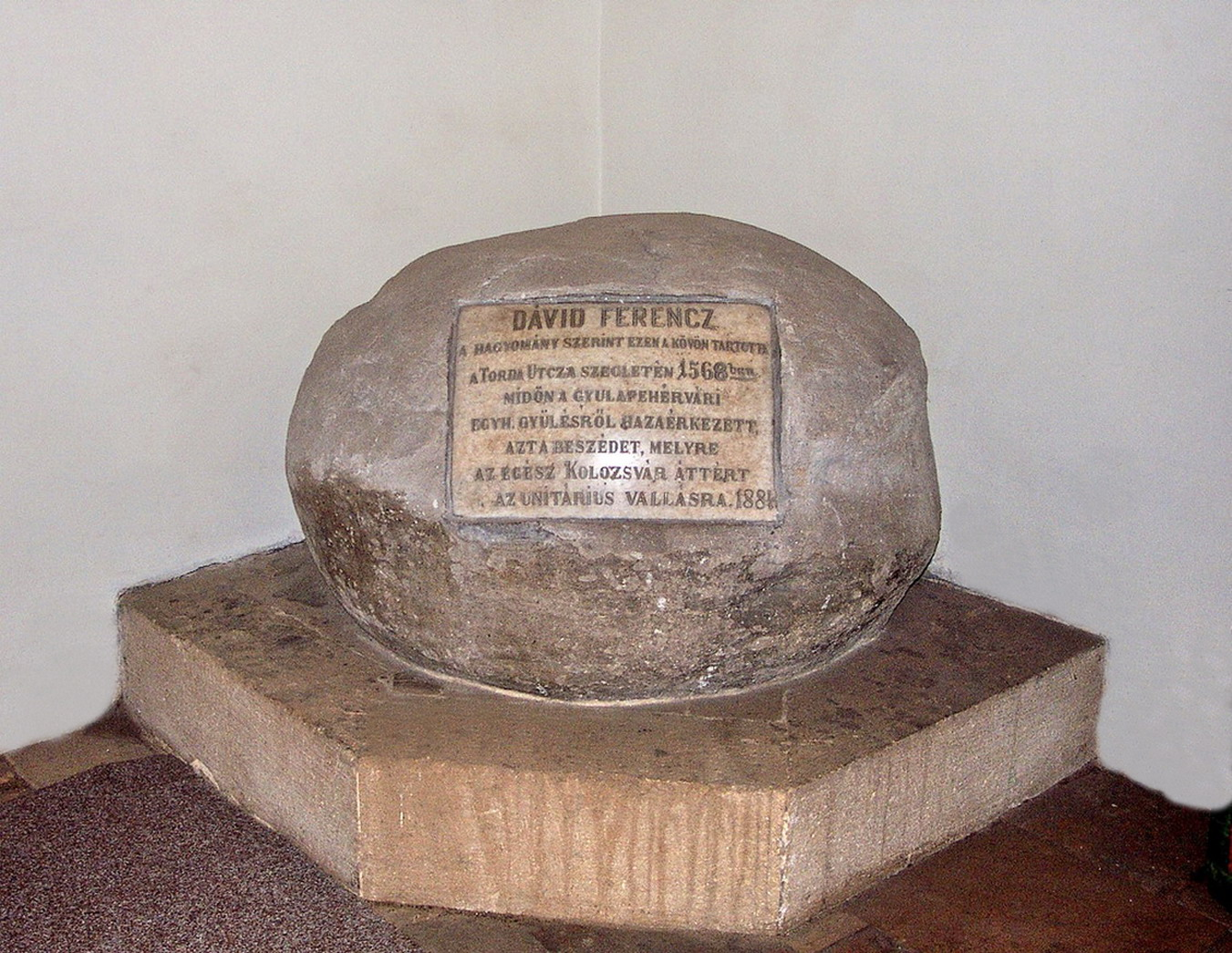
La pierre de Ferenc Dávid

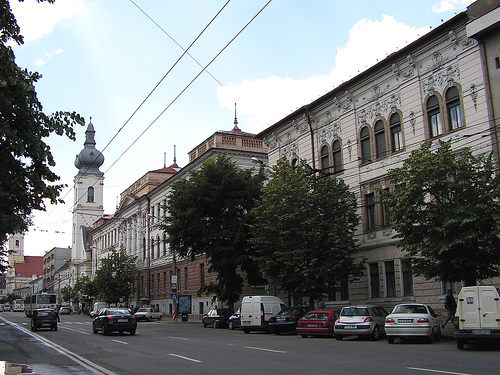
L'Église Unitarienne et le Lycée Unitarien János Zsigmond

L'Église unitarienne (en hongrois Unitárius templom, en roumain Biserica Unitariană) de Cluj/Kolozsvár, située 9, Boulevard 21 Decembrie, est une paroisse de l'Église unitarienne de Transylvanie. Son église a été construite de 1791 à 1796 en style baroque, avec des éléments rococo et neoclassiques. Ses plans ont été réalisés par l'architecte viennois Anton Türk. L'inscription du portail est en latin: IN HONOREM SOLIUS DEI - MDCCXCVI.
À l'intérieur de l'église se trouve une grosse pierre. La tradition locale veut qu'en 1556 Ferenc Dávid prêcha en étant assis sur cette pierre. À la suite du sermon de Ferenc Dávid, les habitants de Cluj adoptèrent l'unitarisme.
L'église a été restaurée une première fois en 1805-1806 sous la surveillance de l'architecte Joseph Leder. Une seconde restauration a eu lieu en 1831. En 1908, l'architecte Pákay Lajos a finalisé la tour de l'église.